# LOL (Internet)
LOL, acronimo inglese di laughing out loud, o di lots of laughs ("tante risate"), è un acronimo diffuso nel gergo di internet, spesso scritto in lettere minuscole (lol), e rappresenta una sonora risata. Si può trovare scritto anche in varie storpiature, come lul, lulz, lawl, lel, kek, trolol (unione di lol e troll, significa una risata di scherno), "lolwut" (unione di lol e what, indicante una risata confusa) e via dicendo. Non è raro trovarlo coniugato come un verbo, come nelle frasi I lolled ("ho riso molto").
Altri acronimi di LOL, ormai totalmente in disuso, sono lots of love ("tanto amore") e lots of luck (tanta fortuna), scritti molto più frequentemente alla fine di un'email. 
Storicamente nato su Usenet, l'acronimo LOL si è ampiamente diffuso anche in numerose altre forme espressive di comunicazione mediata dal computer, arrivando persino ad essere utilizzato nel linguaggio comune. Si tratta di uno dei tanti termini utilizzati per esprimere una risata in forma testuale.
Esistono alcune varianti del termine, tra cui LMAO, acronimo di laughing my ass off, letteralmente "ridere fino a perdere il fondoschiena", e ROTFL o ROFL (roll(ing) on the floor laughing).

Il termine LOL è stato documentato per la prima volta nell'Oxford English Dictionary nel marzo 2011. ma ha origine da un'abbreviazione degli anni '80 laughing out loud o laugh out loud.

## Abbreviazioni simili in altre lingue
- MDR: in esperanto sigla di "multe da ridoj": molte risate.
- MDR: in francese sigla di "mort de rire": morto dalle risate. Anche in Francia, però, è utilizzato il più comune "LOL".
- חחח / ההה: in ebraico la lettera ח si pronuncia "kh" e ה si pronuncia "h", mettendone tre o più insieme, si ottiene qualcosa di simile all' "ahahah", che in molte lingue equivale al suono delle risate.
- 555: in thailandese il 5 si pronuncia "ha", mettendone tre o più insieme si ottiene il tipico suono della risata.
- ASG: in svedese, contrazione della parola "asgarv", molte risate.
- G: in danese, iniziale della parola "griner" che significa ridere.
- RS: in portoghese brasiliano, abbreviazione della parola "risos", risate.
- MKM: in afgano sigla di "ma khanda mikonom", sto ridendo.
- 哈哈哈/呵呵 呵: in cinese. Viene utilizzato anche 大笑, (da "xiao", grossa risata). Comune anche "哈哈哈" (ahahah) o "呵呵 呵" (hehehe).
- ههههه in arabo è la ripetizione di ه, equivalente della lettera 'H', visto che la 'A' viene sottintesa come vocale, è simile ad un "ahahah".
- jajaja: in spagnolo, la 'J' si pronuncia quasi come una 'H'.
- 笑: in giapponese, viene usato come il "LOL", si può leggere come "kakko warai" (risa) o semplicemente "wara". Si trova anche la sua abbreviazione "w", da sola o ripetuta.
- HA3: in malese, vuol dire che bisogna pronunciare per tre volte "ha", ottenendo il tipico suono della risata.
- Хахаха: in russo, la lettera х si pronuncia come un'H molto aspirata.

La parola 'lol' esiste (e non come acronimo) anche in alcune lingue. Per esempio in olandese significa, casualmente, "divertimento". In gallese invece significa "nonsenso".